# Gunnarsholmen, Pargas
Gunnarsholmen är en ö i Finland. Den ligger i Skärgårdshavet och i kommunen Pargas i den ekonomiska regionen  Åboland i landskapet Egentliga Finland, i den sydvästra delen av landet. Ön ligger omkring 29 kilometer söder om Åbo och omkring 150 kilometer väster om Helsingfors.
Öns area är 3,4 hektar och dess största längd är 230 meter i sydöst-nordvästlig riktning. I omgivningarna runt Gunnarsholmen växer i huvudsak barrskog.